# Thomas Hogg
Su hijo T.Hogg (Thomas Hogg 1820-1892)
Thomas Hogg ( * 1777 - 1855 ) fue un botánico escocés.

## Algunas publicaciones

### Libros
- 1833. A supplement to the Practical treatise on the culture of florists' flowers (Se concederá un suplemento del tratado práctico sobre el cultivo de flores de floristería). en línea
- 1839. A practical treatise on the culture of the carnation, pink, auricula, polyanthus, ranunculus, tulip, hyacinth, rose, and other flowers: with a dissertation on soils and manures, and catalogues of the most esteemed varieties of each flower (Un tratado práctico sobre el cultivo del clavel, rosa, aurícula, polyanthus, ranúnculos, tulipanes, jacintos, rosas, flores y otros: con una disertación sobre los suelos y abonos, así como catálogos de las variedades más apreciadas de cada flor.) Ed. Whittaker & Co. 275 pp. en línea Reimpreso por Applewood Books, en 2008, 324 pp. ISBN 1429014725

- La abreviatura «Hogg» se emplea para indicar a Thomas Hogg como autoridad en la descripción y clasificación científica de los vegetales.[1]